# 125
125（一百二十五）是124與126之間的自然數。

## 在數學中
- 第94個合數，正因數有1、5、25和125。前一個為124、下一個為126。
質因數分解為{\displaystyle 5^{3}}。
- 第95個虧數，真因數和為31，虧度為94。前一個為124、下一個為127。
- 第5個立方數，為5的立方。前一個為64、下一個為216。
- 第1個十进制的節儉數。下一個為128。
- 立方數
- 12503、125003、1250003、12500003、125000003都是質數，但1250000003不是質數。

## 在其他領域中
- 西元125年和前125年
- NGC 125 是雙魚座的一個星系，1790年12月25日被弗里德里希·威廉·赫歇爾發現
- 解放者星是第125顆被人類發現的小行星，于1872年9月11日發現
- 125是 的舉報走私罪案的電話號碼。